# Ophiomyia mendica
Ophiomyia mendica este o specie de muște din genul Ophiomyia, familia Agromyzidae, descrisă de Martinez în anul 1992.
Este endemică în Guadeloupe. Conform Catalogue of Life specia Ophiomyia mendica nu are subspecii cunoscute.